# Timoleon Chapperon
Timoleon Chapperon (* 31. März 1808 in Chambéry; † 22. Oktober 1867 ebenda) war ein savoyischer und später französischer Rechtsanwalt, Politiker und Historiker aus Savoyen.

## Leben
Timoleon Chapperon kam als Sohn des Anwalts Louis-Marie Chapperon und der Jacqueline Sanctus in der savoyisch-sardinischen Stadt Chambéry zur Welt, die damals seit 1792 von Frankreich annektiert war und erst nach 1815 an Sardinien zurückfiel. Er besuchte die Mittelschule in seiner Vaterstadt und studierte in Turin, wo er 1831 promoviert wurde.
Nach der Rückkehr nach Chambéry arbeitete er in einem Anwaltsbüro und bei der Armenfürsorge der Stadt. Schon früh erwachte sein Interesse an der Geschichtsforschung, und 1837 publizierte er einen historischen Führer durch seine Stadt und die Umgebung für die Reisenden, die mit dem zunehmenden Fremdenverkehr die Region Savoyen besuchten.
1848 trat Chapperon in die Stadtverwaltung von Chambéry ein. 1849 wurde er zum savoyischen Delegierten im Parlament des Königreichs Sardinien gewählt, dem er bis zur Annexion Savoyens durch Frankreich 1860 angehörte. Von 1852 bis 1853 war er Bürgermeister und seit 1853 weiterhin Stadtrat von Chambéry.
1858 wurde Timoleon Chapperon zum Mitglied der Académie des sciences, belles-lettres et arts de Savoie gewählt. Zudem war er Chevalier der Ehrenlegion.

## Schriften
- Guide de l'étranger à Chambéry et dans les environs. 1837.
- Déclaration de ligne de conduite de la députation savoisienne. 1859.
- Chambéry à la fin du xive siècle. 1863.